# Zarecinoe, Ardatov
Zarecinoe (în rusă Заречное) este o localitate rurală din cadrul selsovietului Steksov⁠(d), raionul Ardatov, Nijni Novgorod. Satul a fost înființat în 1961 prin comasarea satelor Bolșoi și Malîi Seriakuși.

## Personalități născute în Zarecinoe
- Serghei Konstantinovici Veisov